# Bazilika svatého Antonína

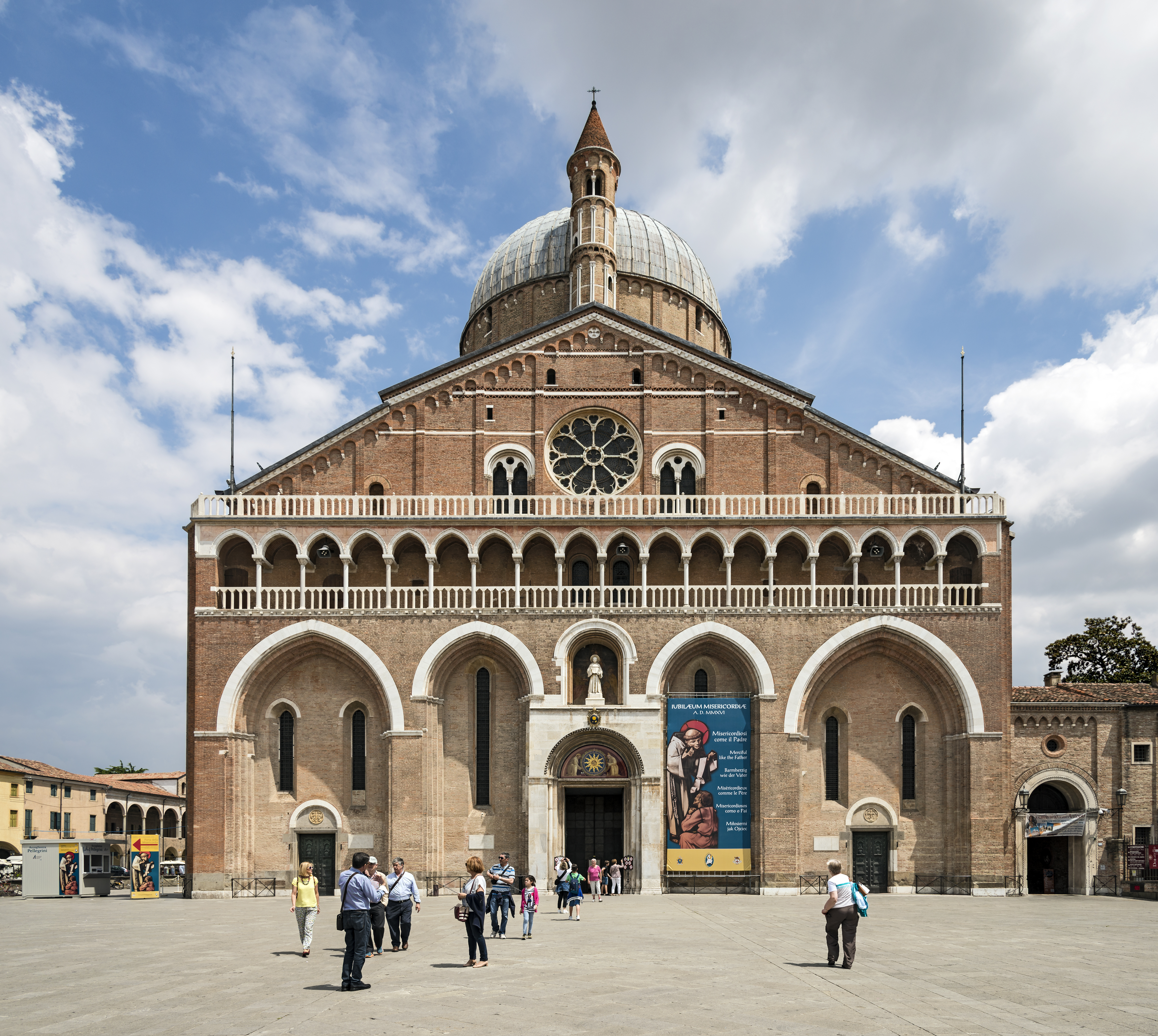
Průčelí baziliky

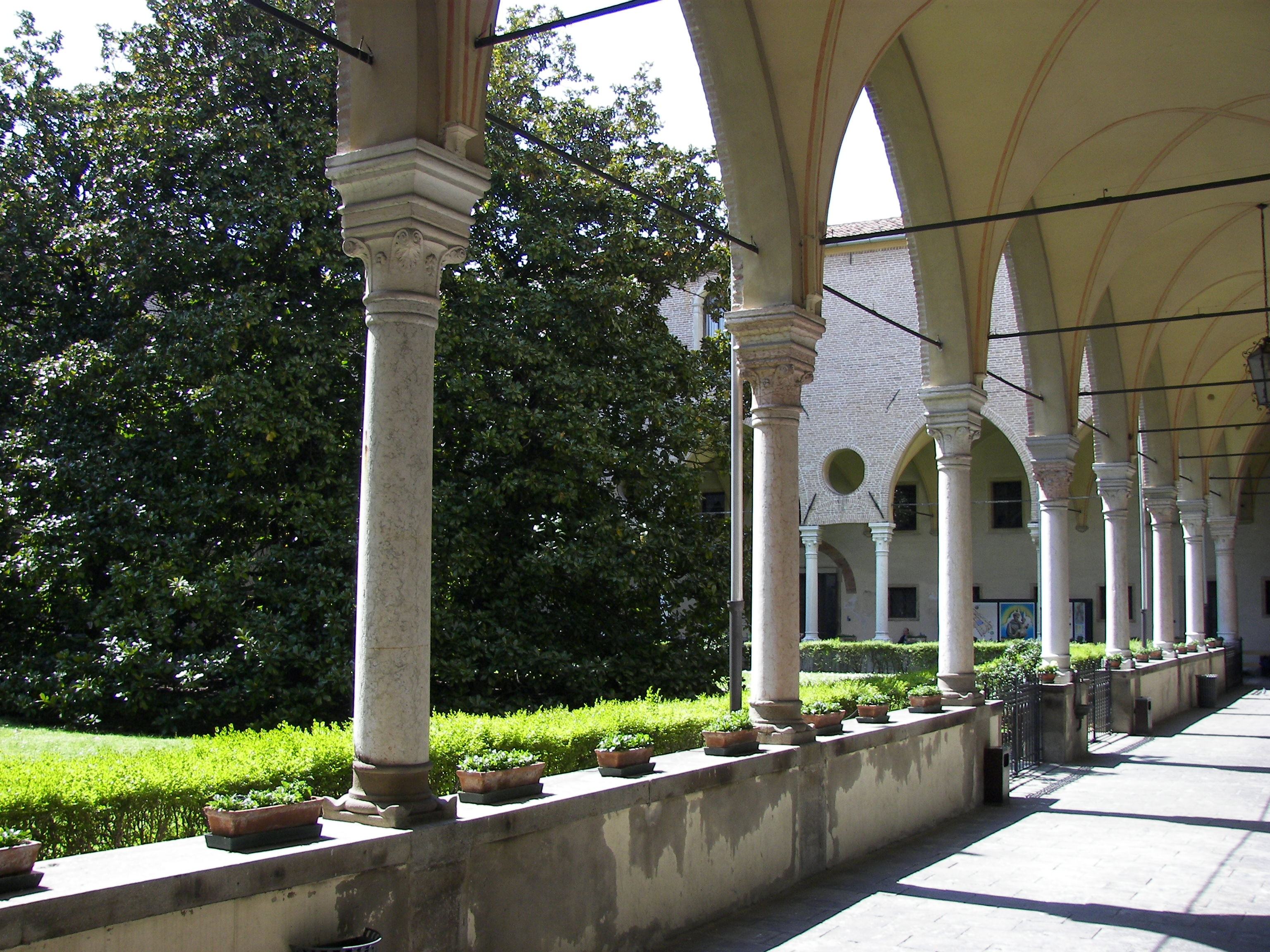
Rajský dvůr s magnolií

Bazilika svatého Antonína, místními zvaná zkráceně Il Santo („Svatý“) je nejvýznamnějším chrámem v severoitalské Padově a jeden z největších chrámů v Itálii vůbec. Jsou zde uloženy ostatky svatého Antonína Paduánského. V roce 2021 byla zapsána na seznam světového dědictví UNESCO současně s dalšími stavbami v Padově pod společných názvem „Cyklus fresek ze 14. století v Padově“.

## Historie
Svatý Antonín byl proslulý portugalský světec a kazatel ochránce chudých i všech, kteří stále něco ztrácejí. Narodil se v Lisabonu roku 1195, působil v mnoha místech Evropy a v severní Africe; zemřel v Arcelle poblíže Padovy v roce 1231 a již následujícího roku byl svatořečen.
Bazilika sv. Antonína byla vybudována patrně v letech 1232-1307 a zcela dokončena až roku 1475. Po požáru roku 1749 byla obnovena a prošla ještě několika opravami.
V letech 1715-1720 a 1731- asi 1740 v chrámu jako regenschori působil český barokní skladatel padre Bohuslav Matěj Černohorský.

## Popis
Cihlová stavba na půdorysu kříže je 110 m dlouhá a 55 m široká. 
Chrám nese znaky přechodu mezi románským a gotickým slohem, především je však nápadný množstvím byzantských prvků (křížový půdorys, kupole), podobně jako bazilika svatého Marka v Benátkách. Celé stavbě vévodí 7 kupolí, navýšených v roce 1424, a dvě štíhlé zvonice, podobné minaretům. Zatímco fasáda je poměrně strohá, se sochami hlavních františkánských světců a s freskou Andrea Mantegni (1452), interiér baziliky je bohatě vyzdoben. Z bohatého zařízení vyniká hlavní oltář s Donatellovými sochami, jen zlomek původního sochařova záměru. Kromě bronzových soch Ukřižování a Panny Marie s anděly jsou zde i jeho reliéfy ze života světce, mramorový reliéf Kladení do hrobu a téměř 4 m vysoký bronzový svícen od Riccia (1507-1516).
Sám světec je pohřben pod oltářem honosné kaple po levé straně, vyzdobené renesančními reliéfy (Tulio Lombardo, Jacopo Sansovino ad.). Protější kaple, zasvěcená svatému Jakubovi, se honosí bohatými freskami ze 14. století. V kapli Nejsvětější svátosti po pravé straně je náhrobek Erasma di Narni, proslulého kondotiéra a velitele místní domobrany, přezdívaného Gattamelata („mazaná kočka“). Padova mu roku 1447 věnovala pomník od Donatella, bronzovou jezdeckou sochu, stojící na náměstí před bazilikou. V pokladnici (Capella del Tesoro) z roku 1690 jsou vystaveny bohoslužebné předměty z 12.-17. století.
Ke kostelu přiléhá budova františkánského kláštera se čtyřmi rajskými dvory z 15. století, z nichž tři jsou volně přístupné a slouží poutníkům. Ke kostelu přiléhá také kaple sv. Jiří s renesančními freskami a Scuola del Santo, vyzdobená freskami od Tiziana a jeho žáků.

## Galerie

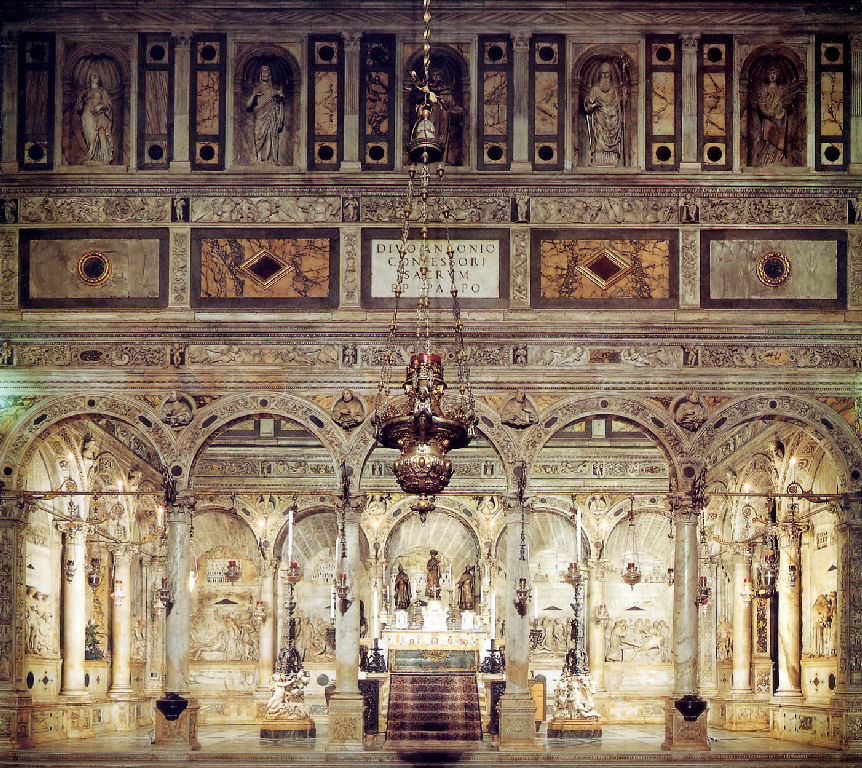
Hrob sv. Antonína
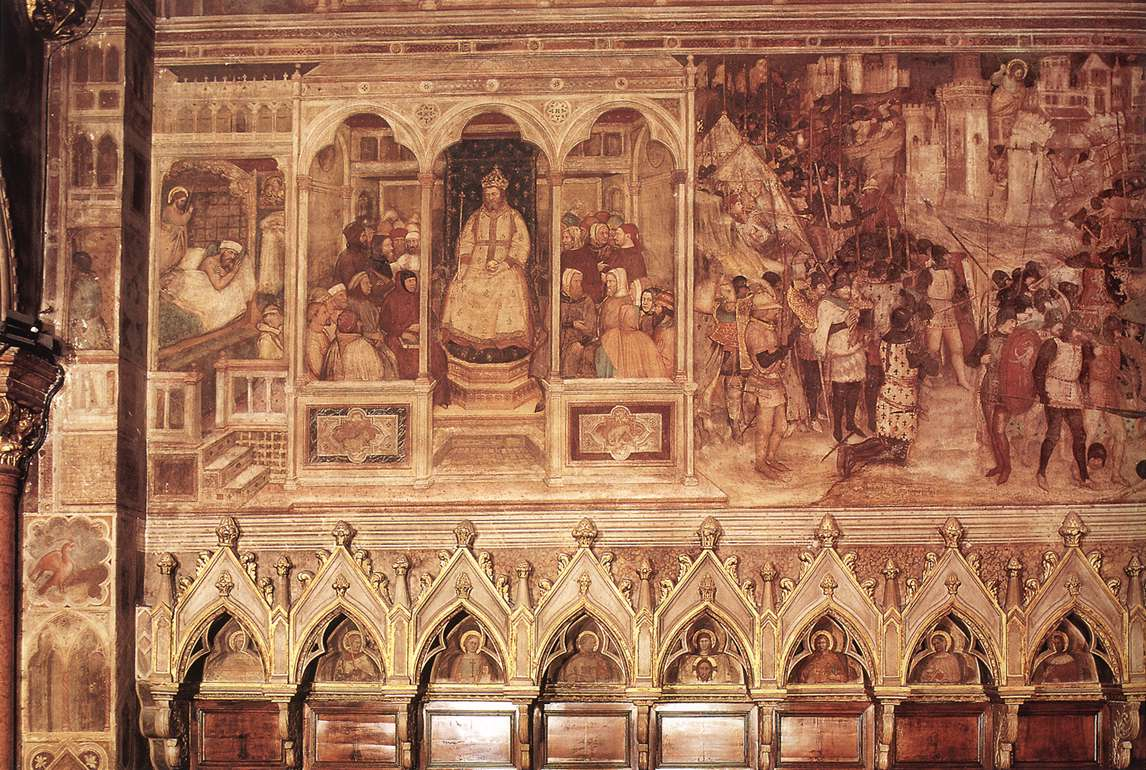
Fresky (Altichiero, kolem 1376)
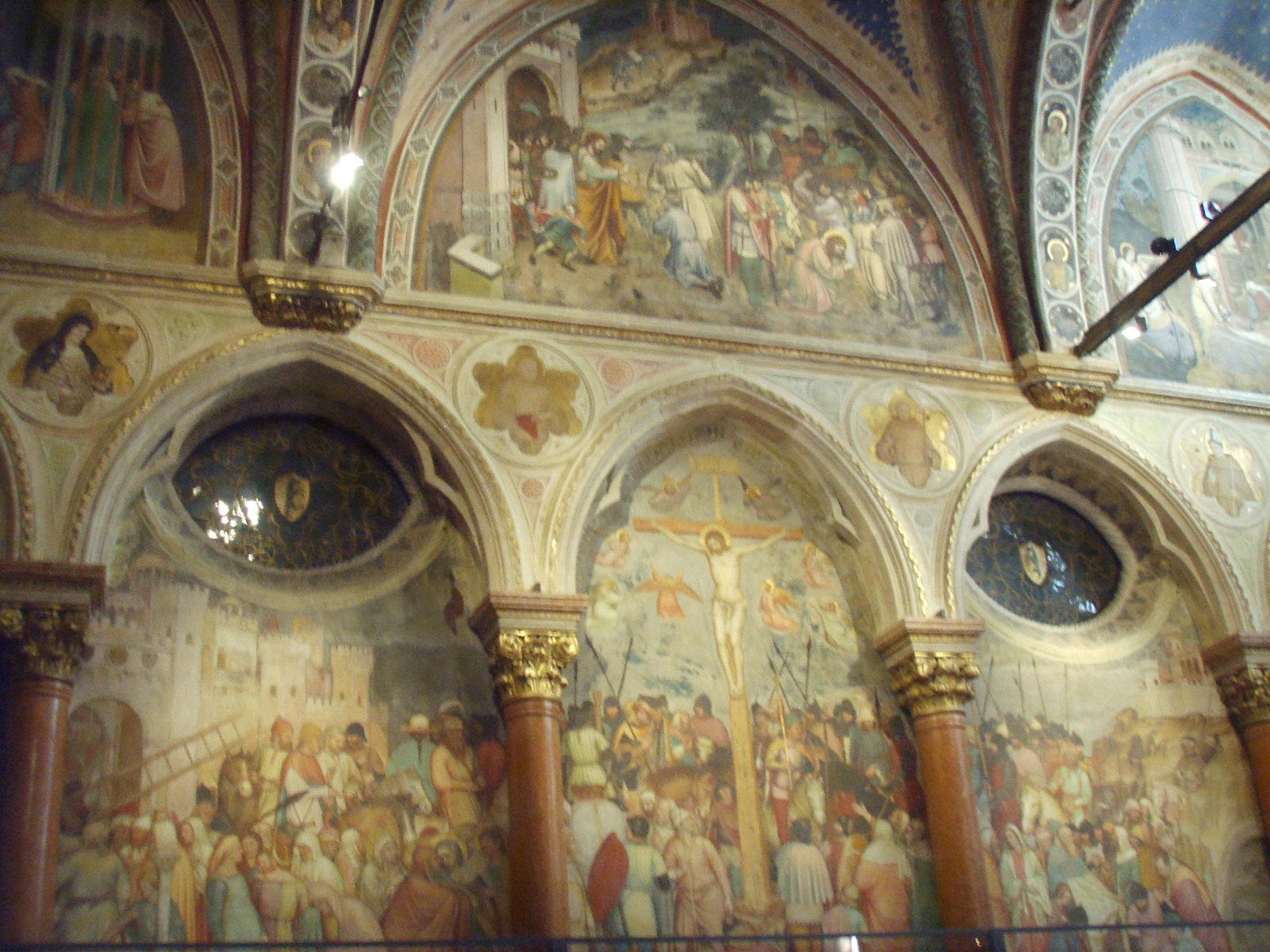
Ukřižování (Altichiero, kolem 1376)
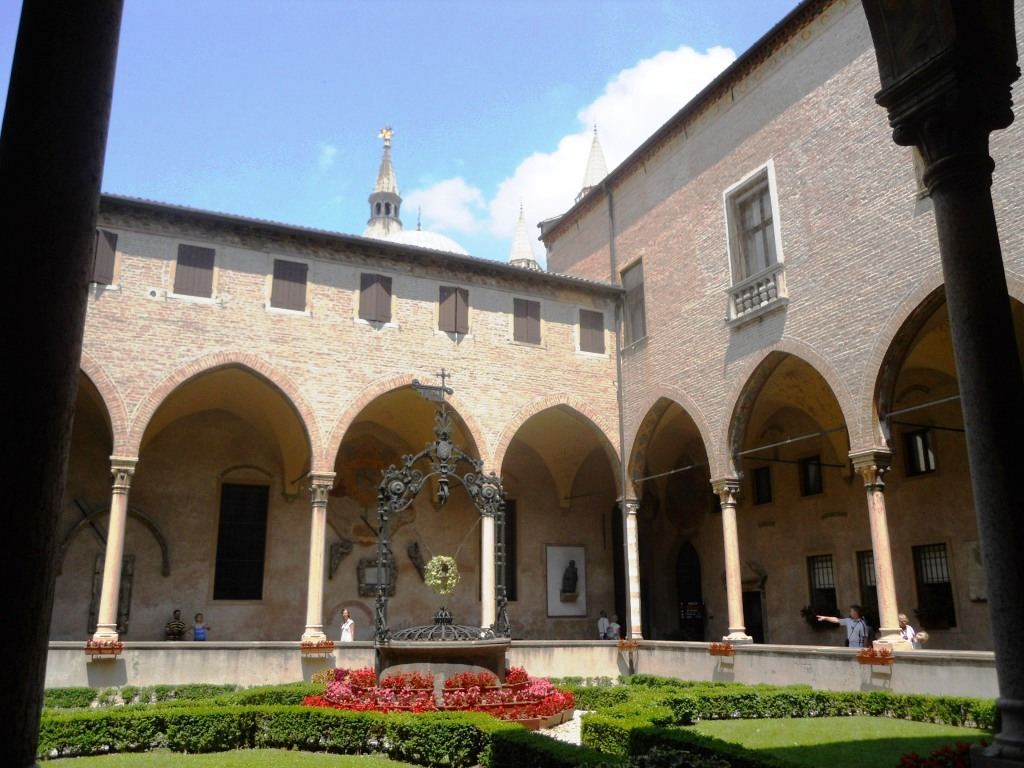
Rajský dvůr